# Esporte Clube Democrata
|  | Aquest article tracta sobre el club Democrata de Governador Valadares. Si cerqueu el club Democrata de Sete Lagoas, vegeu «Democrata Futebol Clube». |

L'Esporte Clube Democrata, també anomenat Democrata de Governador Valadares o Democrata-GV, és un club de futbol brasiler de la ciutat de Governador Valadares a l'estat de Minas Gerais.

## Història
Seguidors insatisfets del Flamengo de Figueira do Rio Doce (antic nom de la ciutat de Governador Valadares) fundaren un nou club anomenat São Domingos de Figueira do Rio Doce el 13 de febrer de 1932. Posteriorment adoptà l'actual nom Esporte Clube Democrata. El club guanyà el seu primer títol el 1981, la Taça Minas Gerais.

## Estadi
L'estadi del Democrata és l'Estadi José Mammoud Abbas, conegut com a Mamudão, inaugurat el 1964, amb una capacitat per a 15.000 espectadors.

## Palmarès
- Campionat mineiro de Segona Divisió:
  - 2005

- Taça Minas Gerais:
  - 1981

- Campeonato do Interior de Minas Gerais:
  - 1991, 1992, 1993, 1994, 2007